# Qualificazioni al campionato mondiale di calcio 1974 - AFC e OFC

## Formula
18 squadre, 16 dell'AFC e 2 (Australia e Nuova Zelanda) dell'OFC per un posto. India, Sri Lanka e Filippine si ritirarono prima del sorteggio.
Le squadre furono suddivise in due zone geografiche: 7 squadre per la Zona A (Asia Orientale più Israele) e 8 per la Zona B (Asia Occidentale e Oceania più Indonesia e Corea del Nord).
Le qualificazioni si divisero in due fasi:
- Prima Fase: 15 squadre, divisi in 2 zone geografiche, secondo regole diverse.
  - Zona A: 7 squadre, tutte (eccetto la Corea del Sud) giocano partite di sola andata per definire i gruppi 1 e 2 (uno di quattro squadre e uno di tre squadre). Le 6 squadre così suddivise più la Corea del Sud giocano partite di andata e ritorno. Le prime due classificate di ogni gruppo giocano partite di andata e ritorno, la vincente si qualifica alla Seconda Fase. Tutte le partite sono giocate in Corea del Sud.
  - Zona B: 8 squadre divise in due gironi all'italiana, tenutisi uno in Iran e l'altro in Australia, con partite di andata e ritorno. Le vincenti dei due gruppi si affrontarono in partite di andata e ritorno, la vincente si qualifica alla Seconda Fase.
- Seconda Fase: le vincitrici della zona A e della Zona B si affrontarono in partite di andata e ritorno. La vincitrice si qualifica alla fase finale.

## Prima Fase

### Zona A

#### Incontri di classificazione
| Seul 16 maggio 1973 | Vietnam del Sud | 1 – 0 | Thailandia | \| Arbitro: \| Coffman \| |
| Arbitro:            | Coffman         |       |            |                           |

| Arbitro: | Boskovic |

|                       |           |              |
| Spiegler 5’ Onana 61’ | Marcatori | 62’ Hirasawa |

| Arbitro: | Azam |

|             |           |  |
| Lo Hung Hoi | Marcatori |  |

Vietnam del Sud, Giappone e Hong Kong al gruppo 1; Thailandia, Israele e Malaysia al gruppo 2 insieme alla Corea del Sud.

#### Gruppo 1
| Data           | Luogo | Squadra 1 | Risultato | Squadra 2       |
| -------------- | ----- | --------- | --------- | --------------- |
| 20 maggio 1973 | Seul  | Giappone  | 4 - 0     | Vietnam del Sud |
| 22 maggio 1973 | Seul  | Hong Kong | 1 - 0     | Giappone        |
| 24 maggio 1973 | Seul  | Hong Kong | 1 - 0     | Vietnam del Sud |

| Pos | Squadra         | Pti | G | V | N | P | GF | GS | DR |
| --- | --------------- | --- | - | - | - | - | -- | -- | -- |
| 1   | Hong Kong       | 4   | 2 | 2 | 0 | 0 | 2  | 0  | +2 |
| 2   | Giappone        | 2   | 2 | 1 | 0 | 1 | 4  | 1  | +3 |
| 3   | Vietnam del Sud | 0   | 2 | 0 | 0 | 2 | 0  | 5  | -5 |

Hong Kong e Giappone qualificate alle semifinali.

#### Gruppo 2
| Data           | Luogo | Squadra 1     | Risultato | Squadra 2  |
| -------------- | ----- | ------------- | --------- | ---------- |
| 19 maggio 1973 | Seul  | Israele       | 3 - 0     | Malaysia   |
| 19 maggio 1973 | Seul  | Corea del Sud | 4 - 0     | Thailandia |
| 21 maggio 1973 | Seul  | Corea del Sud | 0 - 0     | Malaysia   |
| 21 maggio 1973 | Seul  | Israele       | 6 - 0     | Thailandia |
| 23 maggio 1973 | Seul  | Corea del Sud | 0 - 0     | Israele    |
| 23 maggio 1973 | Seul  | Malaysia      | 2 - 0     | Thailandia |

| Pos | Squadra       | Pti | G | V | N | P | GF | GS | DR  |
| --- | ------------- | --- | - | - | - | - | -- | -- | --- |
| 1   | Israele       | 5   | 3 | 2 | 1 | 0 | 9  | 0  | +9  |
| 2   | Corea del Sud | 4   | 3 | 1 | 2 | 0 | 4  | 0  | +4  |
| 3   | Malaysia      | 3   | 3 | 1 | 1 | 1 | 2  | 3  | -1  |
| 4   | Thailandia    | 0   | 3 | 0 | 0 | 3 | 0  | 12 | -12 |

Israele e Corea del Sud qualificate alle semifinali.

#### Semifinali
| Seul 26 maggio 1973 | Corea del Sud | 3 – 1 | Hong Kong | \| Arbitro: \| Hatta \| |
| Arbitro:            | Hatta         |       |           |                         |

| Arbitro: | Dhillon |

|            |           |  |
| Onana 110’ | Marcatori |  |

Corea del Sud e Israele qualificate alla finale.

#### Finale
| Arbitro: | U Tin Thut |

|                   |           |  |
| Hon Joo-Wook 109’ | Marcatori |  |

Corea del Sud qualificata alla Seconda Fase.

### Zona B

#### Gruppo 1
| Data           | Luogo   | Squadra 1      | Risultato | Squadra 2      |
| -------------- | ------- | -------------- | --------- | -------------- |
| 4 maggio 1973  | Teheran | Iran           | 0 - 0     | Corea del Nord |
| 4 maggio 1973  | Teheran | Siria          | 2 - 1     | Kuwait         |
| 6 maggio 1973  | Teheran | Corea del Nord | 1 - 1     | Siria          |
| 6 maggio 1973  | Teheran | Iran           | 2 - 1     | Kuwait         |
| 8 maggio 1973  | Teheran | Corea del Nord | 0 - 0     | Kuwait         |
| 8 maggio 1973  | Teheran | Iran           | 1 - 0     | Siria          |
| 11 maggio 1973 | Teheran | Iran           | 2 - 1     | Corea del Nord |
| 11 maggio 1973 | Teheran | Siria          | 2 - 0     | Kuwait         |
| 13 maggio 1973 | Teheran | Corea del Nord | 3 - 0     | Siria          |
| 13 maggio 1973 | Teheran | Iran           | 2 - 0     | Kuwait         |
| 15 maggio 1973 | Teheran | Siria          | 1 - 0     | Iran           |
| 23 maggio 1973 | Teheran | Kuwait         | 2 - 0     | Corea del Nord |

| Pos | Squadra        | Pti | G | V | N | P | GF | GS | DR |
| --- | -------------- | --- | - | - | - | - | -- | -- | -- |
| 1   | Iran           | 9   | 6 | 4 | 1 | 1 | 7  | 3  | +4 |
| 2   | Siria          | 7   | 6 | 3 | 1 | 2 | 6  | 6  | 0  |
| 3   | Corea del Nord | 5   | 6 | 1 | 3 | 2 | 5  | 5  | 0  |
| 4   | Kuwait         | 3   | 6 | 1 | 1 | 4 | 4  | 8  | -4 |

Iran qualificato alla finale.

#### Gruppo 2
| Data          | Luogo     | Squadra 1     | Risultato | Squadra 2     |
| ------------- | --------- | ------------- | --------- | ------------- |
| 4 marzo 1973  | Auckland  | Nuova Zelanda | 1 - 1     | Australia     |
| 11 marzo 1973 | Sydney    | Australia     | 2 - 1     | Iraq          |
| 11 marzo 1973 | Sydney    | Indonesia     | 1 - 1     | Nuova Zelanda |
| 13 marzo 1973 | Sydney    | Australia     | 2 - 1     | Indonesia     |
| 13 marzo 1973 | Sydney    | Iraq          | 2 - 0     | Nuova Zelanda |
| 16 marzo 1973 | Sydney    | Australia     | 3 - 3     | Nuova Zelanda |
| 16 marzo 1973 | Sydney    | Iraq          | 1 - 1     | Indonesia     |
| 18 marzo 1973 | Melbourne | Australia     | 0 - 0     | Iraq          |
| 18 marzo 1973 | Melbourne | Indonesia     | 1 - 0     | Nuova Zelanda |
| 21 marzo 1973 | Sydney    | Iraq          | 3 - 2     | Indonesia     |
| 24 marzo 1973 | Sydney    | Iraq          | 4 - 0     | Nuova Zelanda |
| 24 marzo 1973 | Sydney    | Australia     | 6 - 0     | Indonesia     |

| Pos | Squadra       | Pti | G | V | N | P | GF | GS | DR |
| --- | ------------- | --- | - | - | - | - | -- | -- | -- |
| 1   | Australia     | 9   | 6 | 3 | 3 | 0 | 15 | 6  | +9 |
| 2   | Iraq          | 8   | 6 | 3 | 2 | 1 | 11 | 6  | +5 |
| 3   | Indonesia     | 4   | 6 | 1 | 2 | 3 | 6  | 13 | -7 |
| 4   | Nuova Zelanda | 3   | 6 | 0 | 3 | 3 | 5  | 12 | -7 |

Australia qualificata alla finale.

#### Finale
| Arbitro: | Schcurer |

|                                  |           |  |
| Alston 43’ Abonyi 45’ Wilson 83’ | Marcatori |  |

| Arbitro: | Kazakov |

|                       |           |  |
| Geilichkhami 14’, 32’ | Marcatori |  |

Australia qualificata alla Seconda Fase.

## Seconda Fase
Nella finale interzona Asia / Oceania che decideva il posto per il campionato mondiale si trovarono di fronte Australia e Corea del Sud; le due squadre pareggiarono il doppio confronto (0-0 a Sydney e 2-2 a Seul).
Si rese quindi necessaria una gara di spareggio in campo neutro, tenutasi all'Hong Kong Stadium, all'epoca ancora territorio britannico, che fu vinta dagli australiani per 1-0 con un goal dell'oriundo scozzese Jimmy Mackay a venti minuti dalla fine e diede all'Australia la prima, storica, qualificazione alla fase finale del campionato mondiale.
| Sydney 28 ottobre 1973 Finale AFC/OFC, andata | Australia | 0 – 0 | Corea del Sud | Sydney Sports Ground\| Arbitro: \| Loraux \| |
| Arbitro:                                      | Loraux    |       |               |                                              |

| Arbitro: | van Gemert |

|                                 |           |                         |
| Kim Jae-han 15’ Ko Jae-wook 27’ | Marcatori | 29’ Buljević 48’ Baartz |

| Arbitro: | van Gemert |

|            |           |  |
| Mackay 70’ | Marcatori |  |